# Région française
Pour les articles homonymes, voir Région.
Une région est, en France, une collectivité territoriale issue de la décentralisation, dotée de la personnalité juridique et d'une liberté d'administration, ainsi qu'une division administrative du territoire et des services déconcentrés de l'État. Les régions sont régies par le titre XII de la Constitution de 1958 et la quatrième partie du code général des collectivités territoriales.
Adoptant pour partie la toponymie d'anciennes provinces et régions historiques, les régions sont créées en 1982, en s'appuyant essentiellement sur le découpage en circonscriptions d'action régionale établi en 1960, lui-même basé sur celui des circonscriptions des programmes d'action régionale de 1956. Les régions sont inscrites dans la Constitution depuis 2003. Au nombre de vingt-sept en 2015, elles sont au nombre de dix-huit depuis le 1er janvier 2016 : treize régions ou collectivités assimilées à des régions en France métropolitaine (dont la Corse, qui est une collectivité territoriale unique exerçant les compétences d'une région), et cinq régions d'outre-mer (dont trois, Mayotte, la Guyane et la Martinique, sont également devenues des collectivités territoriales uniques). Ces cinq régions ultramarines bénéficient du statut de région ultrapériphérique de l'Union européenne.
Les régions, en tant que collectivités, sont dotées de deux assemblées, contrairement aux autres collectivités qui n'en possèdent qu'une : une assemblée délibérante, le conseil régional, et une assemblée consultative, le conseil économique, social et environnemental régional, représentatif des « forces vives » de la région. Le président du conseil régional constitue quant à lui l'exécutif de la collectivité.
Le champ d'intervention des régions est très large. Il concerne notamment la gestion des lycées et celle des transports interurbains (cars interurbains et trains régionaux), en passant par le développement économique du territoire.
La loi portant nouvelle organisation territoriale de la République (loi NOTRe) de 2015 a apporté des changements importants pour les régions : suppression de la clause générale de compétence, clarification des compétences exercées, acquisition d'un statut de « chef de file » pour certaines de celles qu'elle partage avec les autres niveaux de collectivité.
Les régions ont vu leur poids politique, économique et symbolique s'accroître dans le paysage institutionnel français depuis les années 1990. Ce mouvement s'est fait de manière concomitante avec les transferts de compétence dont elles ont bénéficié de l'État, l'envergure nationale des élus régionaux qu'elles portent à leur tête et leur reconnaissance par l'Union européenne. Conduisant désormais un grand nombre de politiques publiques avec des ressources importantes (une partie de la TVA leur est notamment versée), elles développent des modèles de développement propre et la culture locale existante. Certaines d'entre elles peuvent même constituer le cadre d'expression d'un renouveau régionaliste, autonomiste voire indépendantiste.

## Division administrative
Depuis le 1er janvier 2016, la France compte dix-huit régions administratives : treize en métropole, dont la Corse, et cinq outre-mer (Guadeloupe, Guyane, Martinique, La Réunion et Mayotte). Le représentant de l'État dans les régions est le préfet de région.

### Liste et codification ISO 3166-2 des régions actuelles
Les treize régions métropolitaines (dont la Corse) ont les codes ISO 3166-2 suivants (au 25 novembre 2021) :
| Code ISO 3166-2 | Nom de la région           |
| --------------- | -------------------------- |
| FR-ARA          | Auvergne-Rhône-Alpes       |
| FR-BFC          | Bourgogne-Franche-Comté    |
| FR-BRE          | Bretagne                   |
| FR-CVL          | Centre-Val de Loire        |
| FR-20R          | Corse                      |
| FR-GES          | Grand Est                  |
| FR-HDF          | Hauts-de-France            |
| FR-IDF          | Île-de-France              |
| FR-NOR          | Normandie                  |
| FR-NAQ          | Nouvelle-Aquitaine         |
| FR-OCC          | Occitanie                  |
| FR-PDL          | Pays de la Loire           |
| FR-PAC          | Provence-Alpes-Côte d'Azur |

Les cinq régions ultramarines sont dotées à la fois de codes ISO 3166-1 et ISO 3166-2 :
| Code alpha-3 ISO 3166-1 | Code alpha-2 ISO 3166-1 | Code ISO 3166-2 | Nom        |
| ----------------------- | ----------------------- | --------------- | ---------- |
| GLP                     | GP                      | FR-971          | Guadeloupe |
| GUF                     | GF                      | FR-973          | Guyane     |
| MTQ                     | MQ                      | FR-972          | Martinique |
| REU                     | RE                      | FR-974          | La Réunion |
| MYT                     | YT                      | FR-976          | Mayotte    |

### Liste et caractéristiques des régions actuelles
| Carte                         | Armoiries                     | Dénomination                  | Chef-lieu de région           | Départements | Superficie (km2) | Population (2021) | Population estimée (2024) | Densité (2021) (hab./km2) | Code Insee | Président(e) du conseil régional |
| ----------------------------- | ----------------------------- | ----------------------------- | ----------------------------- | --- | ---------------- | ----------------- | ------------------------- | ------------------------- | ---------- | --- |
| Auvergne-Rhône-Alpes          |                               | Auvergne-Rhône-Alpes          | Lyon                          | 12 (Ain, Allier, Ardèche, Cantal, Drôme, Isère, Loire, Haute-Loire, Puy-de-Dôme, Rhône, Savoie et Haute-Savoie)                                         | 69 711           | 8 114 361         | 8 235 923                 | 116,4                     | 84         | Fabrice Pannekoucke (LR) |
| Bourgogne-Franche-Comté       |                               | Bourgogne-Franche-Comté       | Dijon                         | 8 (Côte-d'Or, Doubs, Jura, Nièvre, Haute-Saône, Saône-et-Loire, Yonne et Territoire de Belfort)                                                         | 47 784           | 2 800 194         | 2 791 719                 | 58,6                      | 27         | Marie-Guite Dufay (PS) |
| Bretagne                      |                               | Bretagne                      | Rennes                        | 4 (Côtes-d'Armor, Finistère, Ille-et-Vilaine et Morbihan)                                                                                               | 27 208           | 3 394 567         | 3 453 023                 | 124,8                     | 53         | Loïg Chesnais-Girard (PS) |
| Centre-Val de Loire           |                               | Centre-Val de Loire           | Orléans                       | 6 (Cher, Eure-et-Loir, Indre, Indre-et-Loire, Loir-et-Cher et Loiret)                                                                                   | 39 151           | 2 573 303         | 2 573 295                 | 65,7                      | 24         | François Bonneau (PS) |
| Corse                         |                               | Corse                         | Ajaccio                       | 2 (Corse-du-Sud et Haute-Corse) | 8 680            | 347 597           | 355 528                   | 40                        | 94         | Marie-Antoinette Maupertuis (FaC) Présidente de l'Assemblée de Corse et Gilles Simeoni (FaC) Président du conseil exécutif de Corse |
| Grand Est                     |                               | Grand Est                     | Strasbourg,                   | 10 (Ardennes, Aube, Marne, Haute-Marne, Meurthe-et-Moselle, Meuse, Moselle, Bas-Rhin, Haut-Rhin et Vosges)                                              | 57 441           | 5 561 287         | 5 568 711                 | 96,8                      | 44         | Franck Leroy (DVD) |
| Hauts-de-France               |                               | Hauts-de-France               | Lille                         | 5 (Aisne, Nord, Oise, Pas-de-Calais et Somme) | 31 806           | 5 995 292         | 5 983 823                 | 188,5                     | 32         | Xavier Bertrand (LR) |
| Île-de-France                 |                               | Île-de-France                 | Paris                         | 8 (Paris, Seine-et-Marne, Yvelines, Essonne, Hauts-de-Seine, Seine-Saint-Denis, Val-de-Marne et Val-d'Oise)                                             | 12 012           | 12 317 279        | 12 419 961                | 1 025,4                   | 11         | Valérie Pécresse (LR) |
| Normandie                     |                               | Normandie                     | Rouen                         | 5 (Calvados, Eure, Manche, Orne et Seine-Maritime) | 29 907           | 3 327 966         | 3 327 077                 | 111,3                     | 28         | Hervé Morin (LC) |
| Nouvelle-Aquitaine            |                               | Nouvelle-Aquitaine            | Bordeaux                      | 12 (Charente, Charente-Maritime, Corrèze, Creuse, Dordogne, Gironde, Landes, Lot-et-Garonne, Pyrénées-Atlantiques, Deux-Sèvres, Vienne et Haute-Vienne) | 84 036           | 6 069 352         | 6 154 772                 | 72,2                      | 75         | Alain Rousset (PS) |
| Occitanie                     |                               | Occitanie                     | Toulouse                      | 13 (Ariège, Aude, Aveyron, Gard, Haute-Garonne, Gers, Hérault, Lot, Lozère, Hautes-Pyrénées, Pyrénées-Orientales, Tarn et Tarn-et-Garonne)              | 72 724           | 6 022 176         | 6 154 729                 | 82,8                      | 76         | Carole Delga (PS) |
| Pays de la Loire              |                               | Pays de la Loire              | Nantes                        | 5 (Loire-Atlantique, Maine-et-Loire, Mayenne, Sarthe et Vendée)                                                                                         | 32 082           | 3 853 999         | 3 926 389                 | 120,1                     | 52         | Christelle Morançais (Horizons) |
| Provence-Alpes-Côte d'Azur    |                               | Provence-Alpes-Côte d'Azur    | Marseille                     | 6 (Alpes-de-Haute-Provence, Hautes-Alpes, Alpes-Maritimes, Bouches-du-Rhône, Var et Vaucluse)                                                           | 31 400           | 5 127 840         | 5 198 011                 | 163,3                     | 93         | Renaud Muselier (RE) |
| Total régions métropolitaines | Total régions métropolitaines | Total régions métropolitaines | Total régions métropolitaines | Total régions métropolitaines | 543 941          | 65 505 213        | 66 142 961                | 120,4                     |            | |

| Carte                      | Dénomination               | Chef-lieu de région        | Départements               | Superficie (km2) | Population (2021) | Population estimée (2024) | Densité (2021) (hab./km2) | Code Insee | Continent        | Président(e) |
| -------------------------- | -------------------------- | -------------------------- | -------------------------- | ---------------- | ----------------- | ------------------------- | ------------------------- | ---------- | ---------------- | --- |
| Guadeloupe                 | Guadeloupe                 | Basse-Terre                | 1                          | 1 628            | 384 315           | 378 561                   | 236,1                     | 01         | Amérique du Nord | Ary Chalus (LREM-GUSR) |
| Martinique                 | Martinique                 | Fort-de-France             | 1                          | 1 128            | 360 749           | 349 925                   | 319,8                     | 02         | Amérique du Nord | Lucien Saliber Président de l'assemblée de Martinique (Alians Matinik) et Serge Letchimy Président du conseil exécutif de Martinique (PPM) |
| Guyane                     | Guyane                     | Cayenne                    | 1                          | 83 534           | 286 618           | 295 385                   | 3,4                       | 03         | Amérique du Sud  | Rodolphe Alexandre (GR) Président de l'assemblée de Guyane                                                                                 |
| La Réunion                 | La Réunion                 | Saint-Denis                | 1                          | 2 504            | 871 157           | 885 700                   | 347,9                     | 04         | Afrique          | Huguette Bello |
| Mayotte                    | Mayotte                    | Mamoudzou                  | 1                          | 374              | 256 518,          | 320 901                   | 685,9                     | 06         | Afrique          | Soibahadine Ibrahim Ramadani Président du conseil départemental de Mayotte (LR)                                                            |
| Total régions ultramarines | Total régions ultramarines | Total régions ultramarines | Total régions ultramarines | 89 168           | 2 159 357         | 2 230 472                 | 24,2                      |            |                  | |
| Total régions françaises   | Total régions françaises   | Total régions françaises   | Total régions françaises   | 633 109          | 67 664 570        | 68 373 433                | 106,9                     |            |                  | |

#### Comparaison des régions
Auvergne-Rhône-AlpesBourgogne-F...BretagneCentre-V...CorseGrand EstHauts-de-FranceÎle-de-FranceNormandieNouvelle-AquitaineOccitaniePays de ...Provence-...GuadeloupeMartiniqueGuyaneLa RéunionMayotteAuvergne-Rhône-AlpesBourgogne-Franche-ComtéBretagneCentre-Val de LoireCorseGrand EstHauts-de-FranceÎle-de-FranceNormandieNouvelle-AquitaineOccitaniePays de la LoireProvence-Alpes-Côte d'AzurGuadeloupeMartiniqueGuyaneLa RéunionMayotteSuperficie des régions françaises (km²)
Auvergne-Rhône-Al...Bourgogne-...BretagneCentre-...CorseGrand EstHauts-de-FranceÎle-de-FranceNormandieNouvelle-...OccitaniePays de ...Provence-...GuadeloupeMartiniqueGuyaneLa RéunionMayotteAuvergne-Rhône-AlpesBourgogne-Franche-ComtéBretagneCentre-Val de LoireCorseGrand EstHauts-de-FranceÎle-de-FranceNormandieNouvelle-AquitaineOccitaniePays de la LoireProvence-Alpes-Côte d'AzurGuadeloupeMartiniqueGuyaneLa RéunionMayottePopulation des régions françaises (2021)

## Collectivité territoriale
La région est une collectivité territoriale à savoir une personne morale de droit public distincte de l'État et bénéficiant à ce titre d'une autonomie juridique et patrimoniale. Elle dispose d'un organe délibérant, le conseil régional élu, d'un organe exécutif, le président, élu par l'assemblée et d'un organe consultatif, le conseil économique, social et environnemental régional (CESER), dont les membres sont désignés. L'action régionale s'exécute sous le contrôle a posteriori du préfet de région.
La France étant un État unitaire et décentralisé, les régions, tout en ayant le statut de collectivités territoriales, n'ont pas d'autonomie législative, mais disposent d'un pouvoir réglementaire.

### Organisation
En 2016, sur les dix-huit régions administratives françaises, quatorze ont le statut de collectivité régionale et quatre autres sont des collectivités à statut particulier. Ainsi, quatorze conseils régionaux sont formellement en activité. La Corse, la Guyane, la Martinique et Mayotte disposent d'une organisation spécifique.

#### Organe délibérant: le conseil régional
Le conseil régional est l'assemblée délibérante de la région, élue au suffrage universel direct par les électeurs de la région (art. L4131-1 du CGCT). La loi du 16 décembre 2010 a ajouté à cet article un second alinéa disposant que le conseil régional est composé de conseillers territoriaux qui siègent dans les conseils généraux des départements faisant partie de la région. Ces dispositions ont néanmoins été supprimées par la loi du 17 mai 2013 qui a rétabli les conseillers régionaux et départementaux.
La loi du 11 avril 2003 institue le troisième mode de scrutin aux élections régionales, après ceux de 1985 et de 1999, aujourd'hui toujours en vigueur. Celui-ci permet de concilier plusieurs exigences essentielles : d'une part, donner une majorité politique cohérente aux conseils régionaux tout en veillant au respect du pluralisme et, d'autre part, assurer une représentation juste et équitable des territoires et des citoyens. Les conseillers régionaux sont élus, pour un mandat de six ans, au scrutin de liste à deux tours, sans possibilité de panachage ni de vote préférentiel. Chaque liste est constituée d'autant de sections qu'il y a de départements dans la région. Le dépôt des listes s'effectue au niveau régional, les candidats étant répartis entre des sections départementales. Chaque liste doit comporter autant d'hommes que de femmes afin de respecter la parité au sein des assemblées délibérantes régionales. Cette règle s'applique pour chaque tour de scrutin.
Au 1er janvier 2014, 1 829 conseillers régionaux étaient élus dans les régions de métropole et d'outre-mer. Les conseils régionaux sont les assemblées élues les plus féminisées de France, essentiellement grâce à l'application aux élections régionales de la loi du 6 juin 2000 puis de celle du 11 avril 2003, qui a institué l'obligation de parité stricte des listes. Les disparités régionales existent certes mais demeurent limitées, compte tenu de la quasi-parité atteinte dans l'ensemble de la France lors de ces élections. À l'issue des élections de 2004, la Martinique, avec 51,2 % de conseillères régionales, avait l'assemblée régionale qui comportait le plus de femmes, suivie de la Bretagne (50,6 %) et du Nord-Pas-de-Calais (46,5 %). Le conseil régional le moins féminisé était celui de Poitou-Charentes, avec 43,6 % de femmes, soit 4 points de moins que la moyenne nationale.
L'effectif de chaque conseil régional est fixé par un tableau annexé à l'article L.337 du Code électoral. Défini par la loi du 11 avril 2003, ce tableau no 7 n'a été modifié qu'à une seule occasion depuis 2003, par l'article 7 de la loi no 2011-884 du 27 juillet 2011 afin de retirer du tableau les régions de Guyane et de Martinique qui étaient transformées en collectivités à statut particulier avec un mode de scrutin propre. Le plus petit conseil régional, au regard de sa composition, est celui de la Franche-Comté avec 43 conseillers régionaux, le plus important est celui de l'Île-de-France avec 209 conseillers.

#### Organe exécutif: le président
L'organe exécutif a pour rôle de préparer et d'exécuter les délibérations. Il occupe en réalité une place centrale car il est le chef de l'administration locale. Cette fonction est attribuée au président du conseil régional.
Le président du conseil régional est élu lors de la première réunion du conseil régional qui suit le renouvellement de l'assemblée. L'élection a lieu à la majorité absolue des membres du conseil pour une durée de six ans. Si cette condition de majorité n'est pas satisfaite à l'issue des deux premiers tours, la majorité relative suffit lors du troisième tour. En cas d'égalité des voix, l'élection est acquise au bénéfice de l'âge. Pour l'élection, l'assemblée ne peut valablement délibérer si les deux tiers des conseillers au minimum ne sont pas présents. Dans l'hypothèse où le quorum ne serait pas atteint, une nouvelle réunion devra être organisée trois jours plus tard, sans condition de quorum cette fois-ci (art. L4133-1 du CGCT). Il existe en outre une règle propre à l'exécutif régional : tout candidat à la présidence doit remettre, avant chaque tour de scrutin, une déclaration écrite aux membres du conseil régional. Dans ce document, il doit présenter les grandes orientations politiques, économiques et sociales qu'il souhaite donner à son mandat. Les candidats doivent donc s'engager politiquement sur un programme.

#### Organe consultatif: conseil économique, social et environnemental régional
Chaque collectivité régionale française est dotée d'un troisième organe à vocation uniquement consultative : le conseil économique, social et environnemental régional. Cette instance est composée de membres (entre 65 et 128) nommés — et non pas élus — pour six ans par arrêté du préfet de région. Il comprend quatre collèges :
- 35 % de représentants des entreprises et activités professionnelles non salariées de la région ;
- 35 % de représentants des organisations syndicales représentatives sur le plan national ;
- 25 % de représentants des organismes et associations qui participent à la vie collective de la région ;
- 5 % de personnalités qui, en raison de leurs activités ou de leur qualité, concourent au développement de la région.

Le CESER est obligatoirement consulté pour avis par le Conseil régional sur les rapports concernant la préparation et l'exécution du contrat de projet État région, sur les différents actes budgétaires régionaux (orientations budgétaires, budget primitif, compte administratif et décisions budgétaires modificatives) ainsi que sur les schémas à moyen et long terme relatifs aux compétences de la région (schémas de formation professionnelle, d'aménagement du territoire, etc.). Le CESER a seulement un rôle consultatif auprès des pouvoirs publics, ses avis ne sont en aucune manière contraignants pour les conseils régionaux.

#### Institutions propres aux régions d'outre-mer
Les deux régions d'outre-mer (Guadeloupe et la Réunion), ne sont pas une catégorie de collectivité territoriale mais une sous-catégorie de la catégorie « région » constitutionnalisée en 2003. À ce titre elles sont organisées comme les régions métropolitaines avec en sus deux spécificités :
- elles sont dotées d'un deuxième organe consultatif : le conseil de la culture, de l'éducation et de l'environnement. Cette instance réunit des représentants des organismes qui participent à la vie culturelle, à la vie éducative, à l'enseignement et à la recherche, des organismes qui participent à la protection et à l'animation du cadre de vie de la région et une personnalité désignée ès qualités[28] ;
- elles peuvent créer des établissements publics dénommés agences, chargés d'assurer la réalisation des projets intéressant la région ainsi que le fonctionnement des services publics régionaux[26].

#### Collectivités à statut particulier

##### Collectivité territoriale de Corse
Depuis 1991, la collectivité territoriale de Corse a un statut particulier, conférant à la collectivité des droits plus étendus que ceux d'une région au sens strict, ainsi qu'une organisation particulière, composée de trois instances :
- le conseil exécutif de Corse, qui exerce les fonctions exécutives, détenu dans les autres régions par le président du conseil régional. Véritable gouvernement régional, il assure la stabilité et la cohérence nécessaire à la gestion des affaires de la collectivité. Il est élu par l'Assemblée au scrutin de liste et est composé du président assisté de huit conseillers exécutifs[29].
- l'assemblée de Corse, organe délibérant, dotée de compétences plus étendues que celles des autres assemblées régionales de droit commun. L'Assemblée se compose de 51 membres élus pour six ans. Elle se renouvelle intégralement. Les élections ont lieu le même jour que les élections des conseils régionaux[30].
- le conseil économique, social, environnemental et culturel de Corse, organe consultatif, comprend cinquante-et-un membres désignés par le préfet, répartis en deux sections[31] : la section économique et sociale (29 membres dont 14 représentants des entreprises et des activités professionnelles non salariées exerçant leur activité en Corse, 14 représentants des organisations syndicales de salariés représentatives au niveau national, dont l'Union nationale des syndicats autonomes et la fédération syndicale unitaire, ainsi que du syndicat des travailleurs corses et une personnalité choisie ès qualités[32]) et la section de la culture, de l'éducation et du cadre de vie (22 membres, dont six représentants des organismes qui participent à la vie culturelle de la Corse, six représentants des organisations de parents d'élèves et des organismes qui participent à la vie éducative de la Corse neuf représentants des organismes qui participent à la protection et à l'animation du cadre de vie en Corse ainsi qu'au développement de la vie collective en Corse et une personnalité désignée ès qualités[33]).

Au-delà des compétences traditionnelles des régions, la collectivité territoriale de Corse a des compétences élargies dans certains domaines, notamment dans celui de la protection du patrimoine culturel.

##### Collectivités uniques de Mayotte, Guyane et Martinique
En mars 2011, Mayotte a acquis le statut de collectivité territoriale unique,, après l'approbation par les électeurs de la transformation du territoire en collectivité territoriale le 29 mars 2009. En tant que « collectivité unique », la même assemblée exerce les attributions du conseil général et du conseil régional. La collectivité de Mayotte a été dénommée « Département de Mayotte », compte tenu du fort attachement des Mahorais au concept départemental.
La Guyane et la Martinique sont également des collectivités uniques depuis le 1er janvier 2016, soit cinq ans après le vote des habitants en faveur de la collectivité unique intervenu le 24 janvier 2010 et près de quatre ans après la promulgation de la loi no 2011-884 du 27 juillet 2011 relative aux collectivités territoriales de Guyane et de Martinique.

### Domaines de compétences
Le principe de libre administration des collectivités territoriales, énoncé à l'article 72 de la Constitution, suppose que celles-ci s'administrent par des conseils élus dotés d'attributions effectives et disposant d'un pouvoir de décision dans le cadre de compétences qui leur sont confiées.

#### Clause générale de compétence
La loi du 2 mars 1982 a doté la région d'une clause de compétence générale : « le conseil régional règle par ses délibérations les affaires de la région ». En vertu de cette clause, les régions peuvent intervenir dans tous les domaines présentant un intérêt public à l'échelon du territoire régional même si cette intervention n'est pas expressément prévue par un texte, sous réserve, néanmoins, de ne pas empiéter sur les compétences réservées exclusivement à d'autres personnes publiques. Les compétences exercées dans ce cadre sont dites facultatives. Cette clause de compétence générale avait été supprimée par l'article 73 de la loi de réforme des collectivités territoriales du 16 décembre 2010, avec effet au 1er janvier 2015, puis réintroduite par l'article 1 de la loi de modernisation de l'action publique territoriale et d'affirmation des métropoles du 27 janvier 2014. Elle sera de nouveau supprimée dans le cadre de la loi NOTRe du 7 août 2015.

#### Compétences d'attribution
Dès la première loi de décentralisation, le développement économique, l'aménagement du territoire et la formation professionnelle sont les domaines d'intervention principaux des régions. Les compétences en formation professionnelle sont confirmées par la loi du 13 août 2004 relative aux libertés et responsabilités locales qui fait de la région le chef de file, rôle qui se justifie au regard des compétences dont elle dispose dans le cadre du développement économique.
Après une phase d'expérimentation lancée en 1997, l'État confie aux régions, avec la loi du 13 décembre 2000 relative à la solidarité et au renouvellement urbains (SRU), à partir du 1er janvier 2002, l'organisation des services ferroviaires régionaux de transport de voyageurs et leur financement. Les transports régionaux de voyageurs, désignés par le terme « TER » (transport express régional) sont constitués par les services ferroviaires régionaux mais aussi par les services routiers effectués en substitution des services ferroviaires. Ils connaissent une importante progression au cours des dix dernières années qui suivent leur régionalisation. En 2007, ils représentaient plus de 14 % de l'ensemble du transport ferroviaire en France.
Les principales compétences d'attribution sont :
- le développement économique, au travers des aides directes et indirectes aux entreprises, mais aussi avec la création d'un schéma régional de développement économique, de l'innovation et de l'internationalisation (SRDEII) en concertation avec les EPCI et les métropoles ;
- l'enseignement, avec l'entretien (et la construction) des lycées, la gestion du personnel technique et ouvrier de service des lycées, la possibilité de contribuer au financement des universités ;
- l'apprentissage et la formation professionnelle au travers d'une politique régionale d'accès ;
- l'emploi et l'insertion professionnelle, en contribuant au financement des structures d'accompagnement et d'insertion professionnelle des jeunes (permanences d'accueil, d'information et d'orientation ; missions locales) ;
- l'action sociale et la santé avec les contrats urbains de cohésion sociale (CUCS) et la participation aux commissions exécutives des agences régionales de santé ;
- l'action culturelle avec le financement des musées régionaux, l'archéologie préventive ou les bibliothèques régionales ;
- le tourisme ;
- la politique de la ville, en soutenant la rénovation urbaine et les contrats de ville ;
- le sport, notamment avec le transfert de la propriété des centres de ressources, d'expertise et de performance sportive (CREPS) qui appartiennent à l'État ;
- les transports publics, au travers de conventions avec la SNCF pour l'organisation des transports ferroviaires régionaux, mais aussi avec l'exploitation des gares de voyageurs à la place des départements depuis le 1er janvier 2017 ;
- les grands équipements (ports fluviaux, aérodromes…).

#### Compétences partagées
Dans son rapport sur le projet de loi qui devait aboutir à la révision constitutionnelle du 28 mars 2003, M. René Garrec dressait un constat largement partagé : « La logique initiale, fondée sur une répartition des compétences par blocs associée à l'absence de tutelle d'une collectivité sur l'autre, a été perdue de vue. À la clarification des compétences s'est substituée une autre logique, celle de la cogestion, avec pour conséquence la multiplication des partenariats. ». Ce même constat est fait en 2011 par M. Lefèvre : « s'il s'est toujours prononcé clairement pour une répartition par blocs, le législateur n'a jamais officiellement choisi parmi les formes qu'elle pouvait prendre : compétences exclusives, non exclusives, partagées… Faute de choix clair, la logique des blocs ne pouvait avoir d'objectifs clairs ». Ainsi, il ressort que malgré les attributions par la loi, de nombreuses compétences sont partagées entre plusieurs collectivités, particulièrement dans les domaines de l'aménagement du territoire, du tourisme, de la culture et du sport.
Pour résoudre cet enchevêtrement la réforme de 2010 pose des principes de clarification des compétences : exclusivité en principe de l'exercice des compétences, possibilité de délégation de compétences à une collectivité d'une autre catégorie, élaboration d'un schéma d'organisation des compétences et de mutualisation des services entre une région et les départements qui y sont inclus, limitation des financements croisés.
Dans cette continuité, la loi du 27 janvier 2014 de modernisation de l'action publique territoriale et d'affirmation des métropoles tente également de rationaliser l'exercice des compétences enchevêtrées en faisant davantage appel à la notion de chef de file. Les régions sont dès lors reconnues chefs de file dans les domaines suivants :
- l'aménagement et développement durable du territoire avec la constitution du schéma régional régional d'aménagement, du développement durable et de l'égalité des territoires (SRADDT) ;
- la protection de la biodiversité avec le schéma régional de cohérence écologique (SRCE) ;
- le climat, la qualité de l'air et l'énergie avec le schéma régional du climat, de l'air et de l'énergie (SRCAE) ;
- l'intermodalité et la complémentarité entre les modes de transports, avec l'aménagement des gares par exemple ;
- le soutien à l'enseignement supérieur et à la recherche, avec le schéma régional de l'enseignement supérieur, de la recherche et de l'innovation.

#### Compétences renforcées pour l'Île-de-France
La région Île-de-France présente des caractéristiques particulières tenant à sa taille et au nombre de ses habitants ce qui, aux yeux du législateur, a justifié l'octroi de compétences spécifiques. Si l'organisation institutionnelle de cette région est identique à celle des autres régions françaises, elle a des compétences renforcées en matière d'équipements collectifs, d'espaces verts mais aussi en matière de transports des voyageurs.

#### Compétences propres aux régions d'outre-mer
Les régions d'outre-mer disposent de compétences spécifiques :
- compétences décisionnelles : l'article 73 prévoit que ces collectivités peuvent être habilitées, sous certaines conditions, à adapter elles-mêmes les lois et règlements et ont la possibilité d'être, sous certaines conditions, habilitées à déroger au droit commun en fixant « elles-mêmes les règles applicables sur leur territoire dans un nombre limité de matières relevant du domaine de la loi ou du règlement » ;
- compétences consultatives : le conseil régional doit obligatoirement être consulté sur les projets de loi, d'ordonnance ou de décret comportant des dispositions d'adaptation du régime législatif et de l'organisation administrative de la région[58] ;
- développement économique et aménagement du territoire : elles adoptent un schéma d'aménagement au périmètre plus élargi que les schémas des régions métropolitaines[59] et disposent de compétences spécifiques dans le domaine agricole, l'emploi, la formation professionnelle, la mise en valeur des ressources de la mer, l'exploitation des ressources minières, le transport et le logement (CGCT L4433-12[60] à L4433-24) ;
- action culturelle : des attributions définies par les articles L4433-25[61] à L4433-30 du CGCT.

| Domaine de compétence                             | Régions | Départements                                                                                    | Secteur communal                                                                                 |
| ------------------------------------------------- | --- | ----------------------------------------------------------------------------------------------- | ------------------------------------------------------------------------------------------------ |
| Développement économique                          | Rôle de chef de file - Aides directes et indirectes                                                                                      | Aides économiques à objet spécifique (cinéma, lutte contre l'incendie…)                         | Aides indirectes                                                                                 |
| Formation professionnelle, apprentissage          | Rôle de chef de file - Définition de la politique régionale et mise en œuvre                                                             |                                                                                                 |                                                                                                  |
| Emploi et insertion professionnelle               | | Insertion professionnelle dans le cadre du RSA                                                  |                                                                                                  |
| Emploi et insertion professionnelle               | Recrutements - possibilité contrats aidés favorisant insertion                                                                           | Recrutements - possibilité contrats aidés favorisant insertion                                  | Recrutements - possibilité contrats aidés favorisant insertion                                   |
| Enseignement                                      | Lycées (bâtiments, restauration, TOS) | Collèges (bâtiments, restauration, TOS)                                                         | Écoles (bâtiments, restauration)                                                                 |
| Culture, vie sociale, jeunesse, sports et loisirs | Culture (patrimoine, éducation, création, bibliothèques, musées, archives)                                                               | Culture (éducation, création, bibliothèques, musées, archives)                                  | Culture (éducation, création, bibliothèques, musées, archives)                                   |
| Culture, vie sociale, jeunesse, sports et loisirs | | Enfance (crèches, centres de loisirs)                                                           |                                                                                                  |
| Culture, vie sociale, jeunesse, sports et loisirs | Sport (subventions) | Sport (équipements et subventions)                                                              | Sport (équipements et subventions)                                                               |
| Culture, vie sociale, jeunesse, sports et loisirs | Tourisme | Tourisme                                                                                        | Tourisme                                                                                         |
| Action sociale et médico-sociale                  | | Rôle de chef de file - Organisation (PMI ASE) et prestations (Revenu de solidarité active, APA) | Action sociale facultative (CCAS)                                                                |
| Urbanisme                                         | |                                                                                                 | Rôle de chef de file en matière d'aménagement de l'espace - PLU, SCOT, permis de construire, ZAC |
| Aménagement du territoire                         | Schéma régional d'aménagement et de développement durable du territoire (élaboration)                                                    | Schéma régional (avis, approbation)                                                             | Schéma régional (avis, approbation)                                                              |
|                                                   | CPER |                                                                                                 |                                                                                                  |
| Environnement                                     | Espaces naturels | Espaces naturels                                                                                | Espaces naturels                                                                                 |
| Environnement                                     | Parcs naturels régionaux |                                                                                                 |                                                                                                  |
| Environnement                                     | | Déchets (plan départemental)                                                                    | Déchets (collecte, traitement)                                                                   |
| Environnement                                     | Eau (participation au SDAGE) | Eau (participation au SDAGE)                                                                    | Eau (distribution, assainissement)                                                               |
| Environnement                                     | | Énergie (distribution)                                                                          |                                                                                                  |
| Grands équipements                                | Ports fluviaux | Ports maritimes, de commerce et de pêche                                                        | Ports de plaisance                                                                               |
| Grands équipements                                | Aérodromes | Aérodromes                                                                                      | Aérodromes                                                                                       |
| Voirie                                            | Schéma régional | Voies départementales                                                                           | Voies communales                                                                                 |
| Transports                                        | Transports ferroviaires régionaux - chef de file sur l'intermodalité des transports. Transports routiers et scolaires hors milieu urbain | Transports des élèves handicapés                                                                | Transports urbains et scolaires                                                                  |
| Communication                                     | Gestion des réseaux | Gestion des réseaux                                                                             | Gestion des réseaux                                                                              |
| Logement et habitat                               | Financement | Financement, parc et aides (FSL), plan et office de l'habitat                                   | Financement, parc et aides. PLH                                                                  |
| Sécurité                                          | |                                                                                                 | Police municipale                                                                                |
| Sécurité                                          | Circulation | Circulation et stationnement                                                                    |                                                                                                  |
| Sécurité                                          | Prévention de la délinquance | Prévention de la délinquance                                                                    |                                                                                                  |
| Sécurité                                          | Incendie et secours |                                                                                                 |                                                                                                  |

### Moyens pour l'action régionale
En vertu du principe de libre administration des collectivités territoriales, les régions disposent de leur propre autonomie financière et donc de leur propre budget, qu'elles ont pour mission de répartir dans différents domaines. Leurs recettes sont constituées de dotations de l'État, d'une part, dont une partie est issue de la compensation des domaines de compétences transférés, et d'une fiscalité propre, d'autre part.
En 2012, le budget des régions atteint 27,9 milliards d'euros (Md€), soit 12 % du budget total des collectivités territoriales et de leurs groupements à fiscalité propre. Celui des départements est de 71 Md€ et celui du bloc communal de 126,6 Md€.

## Histoire des régions françaises

### Absence d'échelon régional dans l'organisation issue de la Révolution française

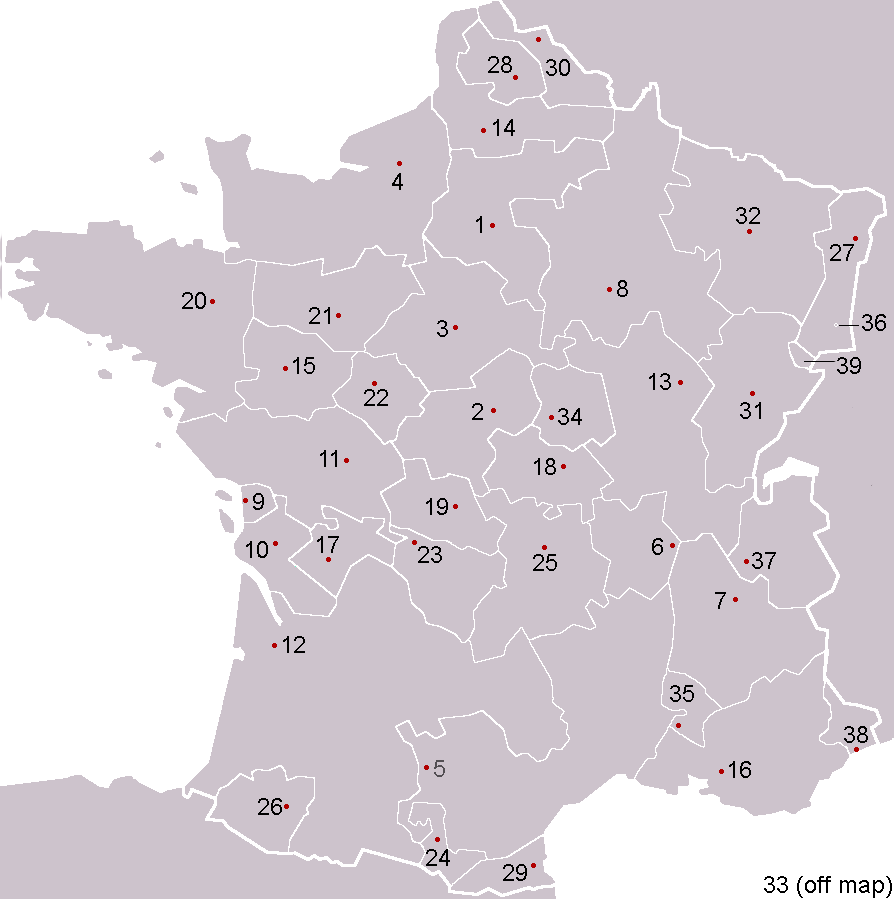
Provinces de France avant 1789 et territoires aujourd'hui français ne faisant pas partie du royaume en 1789.

Avant la Révolution française de 1789, le royaume de France était divisé en provinces historiques issues de l'histoire féodale et dont, pour certaines, la taille correspondait approximativement aux régions actuelles.
En 1789, ces provinces furent supprimées et le territoire français divisé en 83 départements. La particularité française est que le fait régional est lié au fait national. Comme le souligne le professeur Autin, « depuis le début du XIXe siècle, il existait en France un mouvement qui revendiquait la création d'entités administratives et politiques permettant une décentralisation accrue des pouvoirs et la reconnaissance des identités régionales ». En effet, après la Révolution française, la Nation s'est substituée au Roi et l'État français a conservé sa structure centralisatrice ce qu'a démontré Alexis de Tocqueville dans L'Ancien Régime et la Révolution en 1851 : « à travers le gouffre de la Révolution, le préfet et l'intendant se tiennent par la main ».
De plus, le département (histoire des départements français) est devenu l'échelon rationnel de la mise en œuvre des politiques publiques, institution mise en place par les lois des 15 janvier et 16 février 1790 dont le découpage a été fait sous l'influence de Mirabeau, prenant en compte des particularismes locaux mais non l'identité régionale de peur de faire renaître les pays d'État et d'Élections de l'Ancien Régime.

### Précurseurs de l'organisation régionale

#### Premières réflexions sur les assemblages régionaux
Les revendications régionalistes réapparaissent vers la fin du XIXe siècle à travers Frédéric Mistral et le Félibrige prônant une identité de langue et de culture occitane dans la littérature. Influençant des courants politiques très divers, des monarchistes aux Félibres Rouges en passant par des socialistes modérés tel Jean Jaurès et les soutiens très divers à la révolte des vignerons de 1907, ce courant reste néanmoins dominé par des courants contre-révolutionnaires. Selon le professeur Daniel Seiler « dès que le transfert de souveraineté passe au Parlement et surtout à la Nation, la périphérie ressent sa différence et s'accroche à l'ordre antérieur ». Ces références constituèrent le terreau idéologique de la défense des identités régionales dans le cadre d'un renouveau national et royaliste portée par l'Action française de Charles Maurras au début du XXe siècle.
Durant la deuxième moitié du XIXe siècle, les géographes, Pierre Foncin ou Paul Vidal de La Blache se penchent sur la question « d'assemblages géographiques » afin de regrouper certains départements sur critères géographiques.
Foncin établit ainsi une division en « treize ensembles » en reprenant les limites départementales (les territoires d'Alsace-Lorraine, alors allemands, forment un ensemble classé à part).
Des revendications régionalistes émanent des légitimistes quand ceux-ci comprirent, dans les années 1890, que la République avait définitivement vaincu par les urnes et que seul le pouvoir local était encore à leur portée.

#### Régions Clémentel (1919)

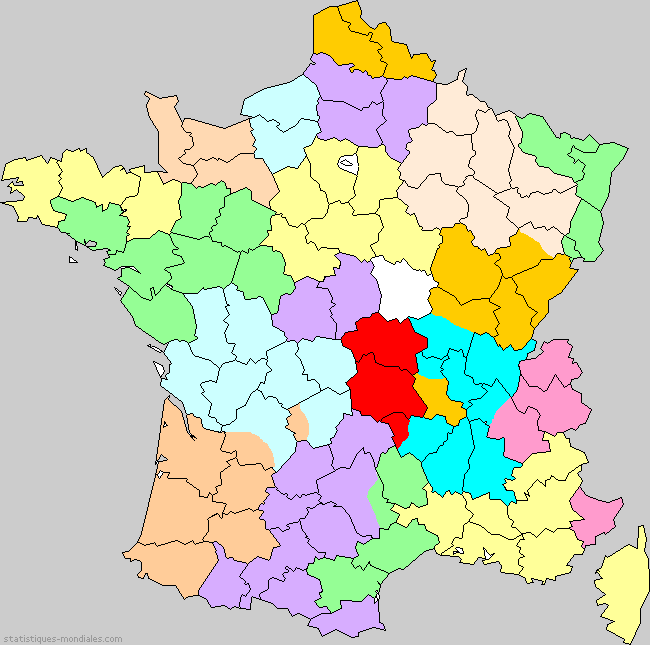
Les régions Clémentel de 1919.

À partir de la Première Guerre mondiale, le développement des transports et la facilité à se déplacer loin conduisit certaines personnes à s'interroger sur l'opportunité de créer des divisions administratives plus grandes que les départements.
Les premières mesures allant dans le sens de la création de régions n'ont lieu qu'à l'occasion du premier conflit mondial. À la suite d'une circulaire du ministère du Commerce du 25 août 1917 (lui-même inspiré par les théories régionalistes[réf. nécessaire]), un premier arrêté ministériel institua des groupements économiques régionaux dits « régions Clémentel » le 5 avril 1919. Ces « régions économiques » regroupaient des chambres de commerce, à leur volonté, sur le territoire de la métropole.
Sur ce modèle, en septembre 1919, les fédérations de syndicats d'initiative formèrent 19 « régions touristiques » dont les limites librement décidées selon une logique géographique, ethnographique, historique et touristique, traversaient certains départements, comme le Loiret, le Var ou la Lozère.
Des propositions de loi accompagnent ce mouvement dès 1915, puis en 1920 (proposition de loi Hennessy) et 1921 (proposition de loi Charles Rebel, projet de loi Millerand-Marraud-Doumer) pour une décentralisation administrative avec constitution de régions et élection d'assemblées régionales. Ces projets n'aboutissent pas.

#### Régions du régime de Vichy (1941-1945)

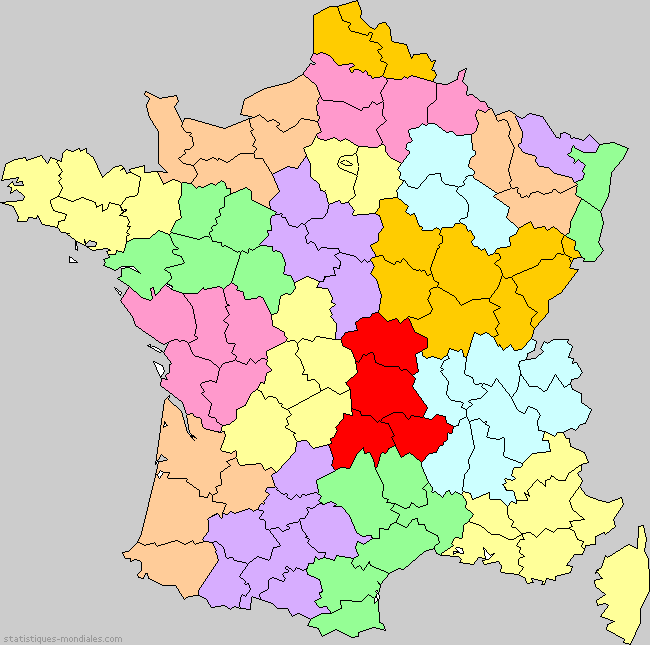
Préfectures régionales de l'État français de 1941.

Dans le champ des idées, de nouvelles revendications régionalistes s'identifièrent au pays réel prôné par Charles Maurras, disciple de Frédéric Mistral, intellectuel de l'Action française et de la Révolution nationale du gouvernement de Vichy. C'est, notamment sur ce fondement idéologique monarchique, dont lui-même était issu, que Philippe Pétain entérina une recomposition territoriale régionale dessinée par son secrétaire d'État aux Finances, Yves Bouthillier. Le décret publié le 30 juin 1941 attribuait à certains préfets les pouvoirs des préfets régionaux et portait division du territoire pour l'exercice de ces pouvoirs en application de la loi du 19 avril 1941, par un découpage regroupant des départements. Ce découpage, qui servira de modèle par la suite, préfigurait le découpage des « régions programmes » en respectant des critères économiques et surtout le lien au chef-lieu par les transports terrestres.
Cette organisation ne survécut pas à la chute du régime de Vichy et fut abrogée dès 1945.

#### Après-guerre
Mais dans le possible chaos de la Libération qui s'annonçait, le général de Gaulle voulait garder la maîtrise de l'administration locale. Or, il manquait de personnel préfectoral ; il savait qu'il allait avoir besoin de nommer des préfets s'occupant de plusieurs départements à la fois. Aussi décida-t-il, par ordonnance du 10 janvier 1944, de l'organisation administrative accompagnant la future libération du territoire et instaura des régions administratives. Elles étaient placées sous l'autorité d'un commissaire de la République. Celles-ci sont dissoutes à son départ du pouvoir, en janvier 1946.

Les igamies, en 1948.

La loi du 21 mars 1948 met en place des Inspecteurs généraux de l'administration en mission extraordinaire (IGAME) chargés de coordonner au sein de 13 circonscriptions (les igamies) la politique de défense des régions (contexte de la guerre froide) ainsi que l'action des préfets de départements.
Parallèlement, des voix s'élevaient s'inquiétant de l'hypertrophie parisienne (le livre à succès de Jean-François Gravier, Paris et le désert français, date de 1947). À la tête de l'État, on se préoccupa donc d'aménagement du territoire. Cette préoccupation fut aiguillonnée par l'exode rural accéléré de l'après-guerre. Cela consista alors à établir une liste de villes destinées à faire contrepoids à la capitale, et à leur allouer des regroupements de départements. On espérait ainsi retenir dans ces régions, puissamment charpentées par des villes majeures et à équipement complet, le plus possible de migrants potentiels vers la région parisienne.

### Mise en place d'une administration régionale déconcentrée

Les régions des programmes d'action régionale, en 1956.

#### Programmes d'action régionale (1955)
Dans cette optique, le décret Pflimlin du 30 juin 1955 décida du lancement de « programmes d'action régionale » en vue de « promouvoir l'expansion économique et sociale des différentes régions ». Il renvoyait à un arrêté ministériel, qui sera signé le 28 novembre 1956, pour définir les circonscriptions de ces programmes d'action régionale, 24 à l'origine (dont 22 en métropole — la Corse faisait partie de la région de Provence et Corse, mais on distinguait une région des Alpes d'une région du Rhône), circonscriptions qui auraient été délimitées par Jean Vergeot, commissaire général adjoint au Plan. D'usage officiellement administratif, ces circonscriptions furent aussi utilisées comme cadre aux grandes opérations d'aménagement du territoire.

#### Circonscriptions d'action régionale (1960)
En 1960, le décret 60-516 du 2 juin se rapporte (pour la métropole) aux limites des circonscriptions des programmes d'action régionale pour en faire des circonscriptions d'action régionale (avec quelques modifications : les circonscriptions Alpes et Rhône sont fusionnées, les Basses-Pyrénées passent de Midi-Pyrénées dans celle d'Aquitaine, et les Pyrénées-Orientales de la circonscription Midi-Pyrénées à celle du Languedoc). Désormais, ces territoires ne sont pas seulement les terrains de programmes économiques, mais c'est l'ensemble des administrations qui doivent calquer leurs subdivisions sur ces circonscriptions — elles pourront éventuellement construire au cas par cas des unités administratives couvrant plusieurs circonscriptions d'action régionale ou au contraire subdivisant une circonscription en plusieurs parts, mais les limites de ces unités doivent coïncider avec des limites des circonscriptions.
Ces 21 circonscriptions d'action régionale sont dotées d'un préfet coordonnateur par un décret du 14 mars 1964, ce rôle préfigure alors celui de futur préfet de région. Une nouvelle étape de la déconcentration régionale est alors franchie par ce décret qui institue une commission de développement économique régionale (CODER), assemblée consultative, composée pour moitié de socioprofessionnels et pour l'autre moitié de personnalités désignées par les conseils généraux et le Premier ministre. Elle assiste le préfet coordonnateur, chargé de coordonner les actions de l'État dans chaque circonscription d'action régionale.

#### Les circonscriptions d'action régionales, des établissements publics

Découpage régional proposé pour le référendum de 1969.

Le 27 avril 1969, l'échec du référendum visant entre autres à élargir le rôle des circonscriptions d'action régionales conduit à la démission de Charles de Gaulle de la présidence de la République. Le décret no 70-18 du 9 janvier 1970 porte à 22 le nombre des circonscriptions d'action régionale métropolitaines en séparant la Corse de la Provence-Alpes-Côte d'Azur. La loi no 72-619 du 5 juillet 1972 portant création et organisation des régions crée, dans chaque circonscription d'action régionale, un établissement public régional. Chaque circonscription est administrée par un conseil régional assisté d'un comité économique et social. Ce conseil est investi de peu de pouvoirs. D'autre part, le préfet coordonnateur est chargé de l'instruction des affaires et de l'exécution des délibérations du conseil régional. Le décret n°73-1055 du 21 novembre 1973 instaure des conseils régionaux, avec une entrée en vigueur effective dès le 1er décembre.

### Les régions, des collectivités territoriales de plein exercice

#### Création des régions en tant que collectivités territoriales (depuis 1982)
La loi de décentralisation de 1982, impulsée par Gaston Defferre, ministre de l'Intérieur et de la Décentralisation, consacre le terme de région et en fait des collectivités territoriales à part entière. Elle a institué l'élection des conseillers régionaux au suffrage universel direct, dans le cadre des départements, pour un mandat de six ans renouvelable, et a doté les régions de compétences bien définies. La première élection a eu lieu le 16 mars 1986, soit le même jour que les élections législatives. Les régions sont ainsi devenues des collectivités territoriales au même titre que les départements et les communes.
Le gouvernement de Jean-Pierre Raffarin, Premier ministre du président Chirac de 2002 à 2005, a transféré aux régions la gestion de certaines catégories de personnel non-éducatifs de l'Éducation nationale. Les critiques de ce plan assurent que les régions n'ont pas eu les ressources financières nécessaires pour supporter cette charge et qu'une telle mesure aggraverait les inégalités entre régions.

#### Liste des régions de 1970 à 2015

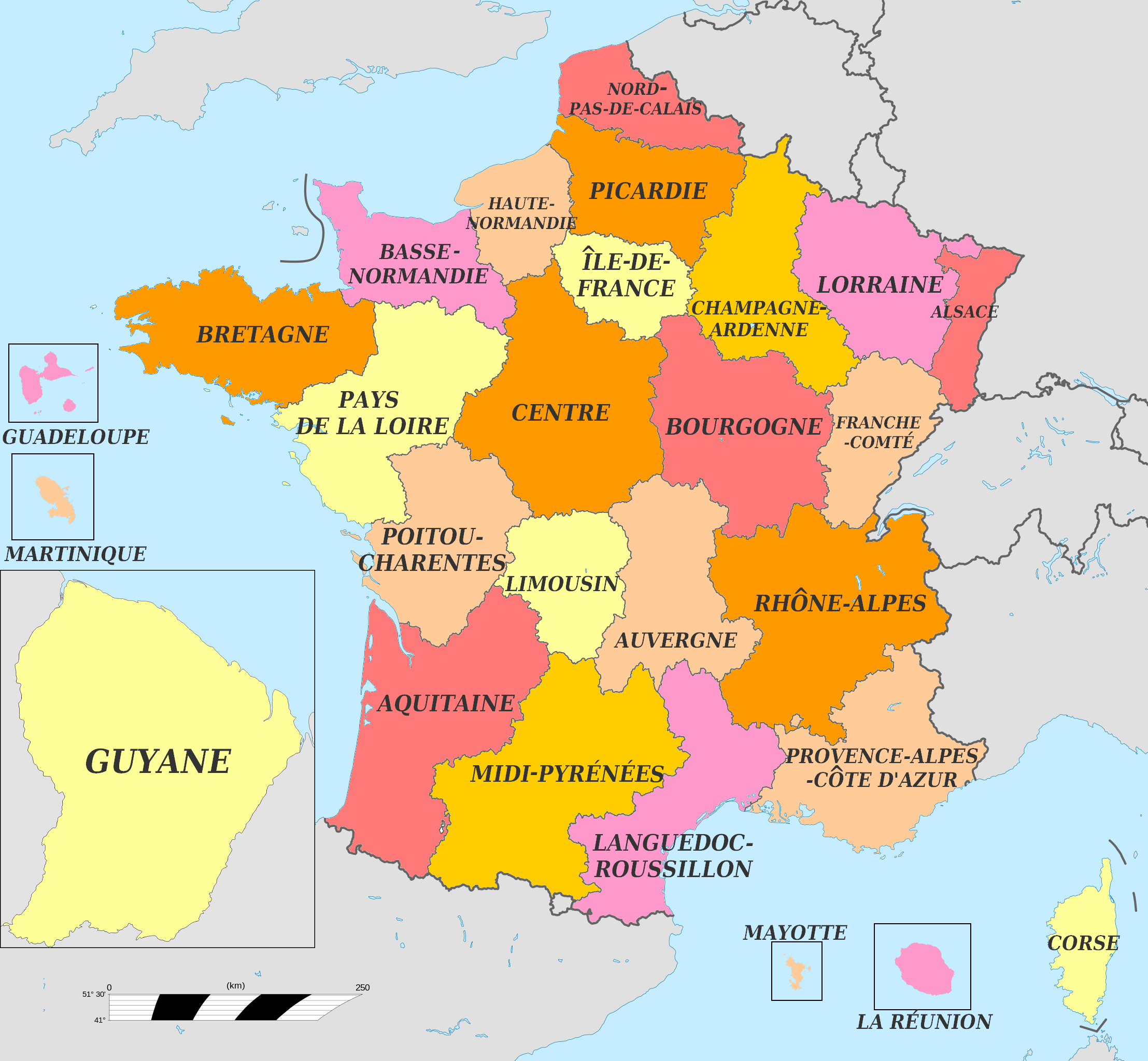
Carte des 27 anciennes régions françaises en 2015.

Cette liste comprend la liste des 27 anciennes régions (22 en France métropolitaine et cinq régions monodépartementales de l'outre-mer français) existant avant l'entrée en vigueur du nouveau découpage régional le 1er janvier 2016.
| Code INSEE | Nom de la région           | Chef-lieu            | Population 2013 | Évolution 2007/2012 | Superficie (en km2) | Densité 2013 (en hab. km2) |
| ---------- | -------------------------- | -------------------- | --------------- | ------------------- | ------------------- | -------------------------- |
| 11         | Île-de-France              | Paris                | 11 959 807      | +2,6                | 12 012              | 996                        |
| 21         | Champagne-Ardenne          | Châlons-en-Champagne | 1 339 008       | 0,0                 | 25 606              | 52                         |
| 22         | Picardie                   | Amiens               | 1 927 142       | +1,2                | 19 399              | 99                         |
| 23         | Haute-Normandie            | Rouen                | 1 849 652       | +1,6                | 12 317              | 150                        |
| 24         | Centre                     | Orléans              | 2 570 548       | +1,5                | 39 151              | 66                         |
| 25         | Basse-Normandie            | Caen                 | 1 478 712       | +1,1                | 17 589              | 84                         |
| 26         | Bourgogne                  | Dijon                | 1 642 687       | +0,4                | 31 582              | 52                         |
| 31         | Nord-Pas-de-Calais         | Lille                | 4 060 741       | +0,7                | 12 414              | 327                        |
| 41         | Lorraine                   | Metz                 | 2 345 197       | +0,4                | 23 547              | 100                        |
| 42         | Alsace                     | Strasbourg           | 1 868 183       | +1,8                | 8 280               | 226                        |
| 43         | Franche-Comté              | Besançon             | 1 177 096       | +1,5                | 16 202              | 73                         |
| 52         | Pays de la Loire           | Nantes               | 3 660 852       | +4,3                | 32 082              | 114                        |
| 53         | Bretagne                   | Rennes               | 3 258 707       | +3,7                | 27 208              | 120                        |
| 54         | Poitou-Charentes           | Poitiers             | 1 789 779       | +2,5                | 25 810              | 69                         |
| 72         | Aquitaine                  | Bordeaux             | 3 316 889       | +4,3                | 41 308              | 80                         |
| 73         | Midi-Pyrénées              | Toulouse             | 2 954 157       | +4,1                | 45 348              | 65                         |
| 74         | Limousin                   | Limoges              | 737 509         | +0,2                | 16 942              | 44                         |
| 82         | Rhône-Alpes                | Lyon                 | 6 399 927       | +4,5                | 43 698              | 146                        |
| 83         | Auvergne                   | Clermont-Ferrand     | 1 357 668       | +1,1                | 26 013              | 52                         |
| 91         | Languedoc-Roussillon       | Montpellier          | 2 729 721       | +5,4                | 27 376              | 100                        |
| 93         | Provence-Alpes-Côte d'Azur | Marseille            | 4 953 675       | +1,5                | 31 400              | 158                        |
| 94         | Corse                      | Ajaccio              | 320 208         | +5,7                | 8 680               | 37                         |
| 01         | Guadeloupe                 | Basse-Terre          | 402 119         | +0,7                | 1 628               | 247                        |
| 02         | Martinique                 | Fort-de-France       | 385 551         | -2,4                | 1 128               | 342                        |
| 03         | Guyane                     | Cayenne              | 244 118         | +12,5               | 83 534              | 3                          |
| 04         | La Réunion                 | Saint-Denis          | 835 103         | +5,0                | 2 504               | 334                        |
| 06         | Mayotte                    | Dzaoudzi (de jure)   | 212 645         | +14,0               | 374                 | 569                        |

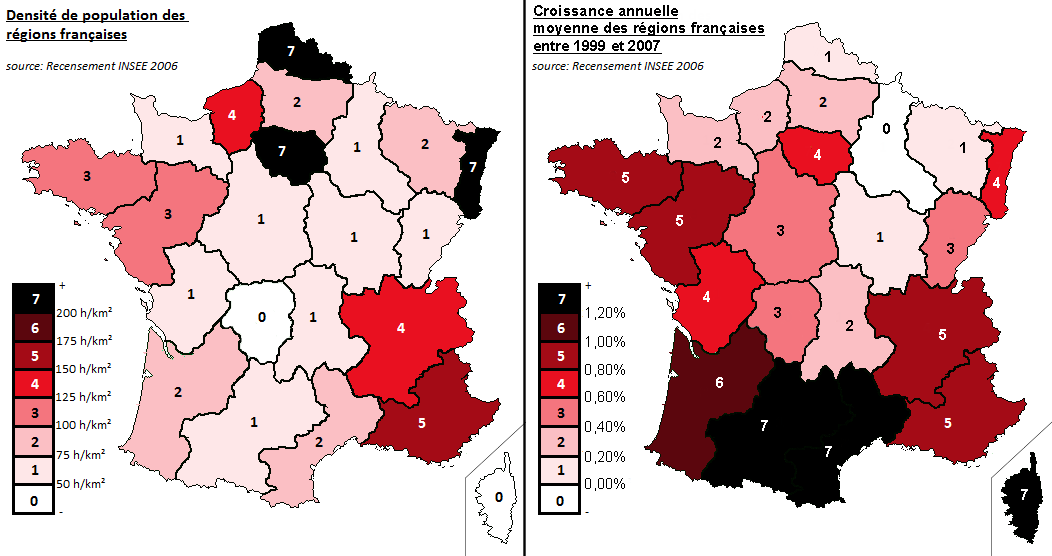
Densité de population et croissance démographique des régions de France métropolitaine.

Les quatre premiers départements d'outre-mer créés en 1946, auxquels s'ajoutaient jusqu'en 1962 les départements français d'Algérie, constituent depuis 1982 des régions monodépartementales. Il s'agit de la Guyane, de la Martinique (devenues collectivités uniques rassemblant les compétences du département et de la région), de la Guadeloupe et de La Réunion. Mayotte est passée du statut de collectivité départementale à celui de département et région d'outre-mer en 2011.

Cartes des régions françaises d'outre-mer
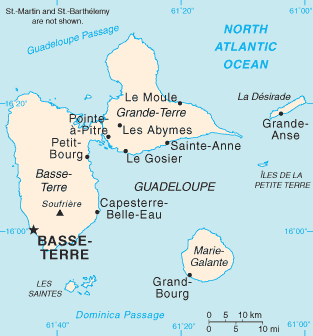
Guadeloupe.
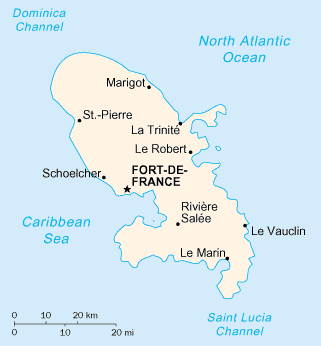
Martinique.
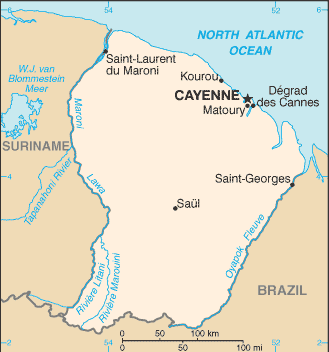
Guyane.
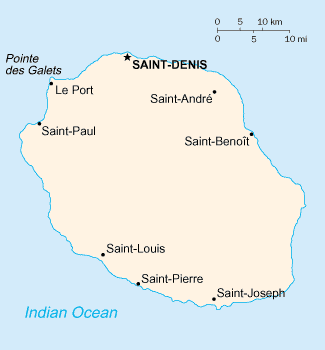
La Réunion.
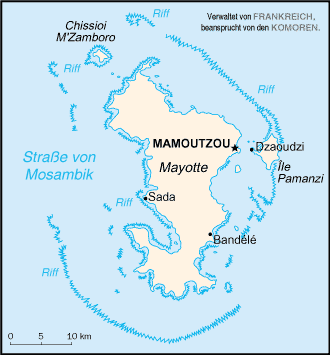
Mayotte.

### Réforme territoriale des années 2010

#### Réforme des collectivités territoriales (2009-2010)
Le découpage des régions suscite régulièrement des débats, entre partisans de régions physiques et culturelles, et objecteurs de divisions administratives.
En 2009, le Comité pour la réforme des collectivités locales, dirigé par l'ancien Premier ministre Édouard Balladur, propose de ramener le nombre de régions françaises de 22 à 15. Les compétences des départements et des régions devaient être redéfinies. De nombreuses voix se sont fait entendre depuis longtemps pour dénoncer le « mille-feuille » administratif français. Il a déjà été évoqué dans le passé, par le rapport de la commission Attali, comme piste d'étude, la suppression des départements au profit des régions, ce qui permettrait d'éviter de remanier les régions et de toucher ainsi aux identités régionales.

#### Débat sur le périmètre des régions
Le découpage régional avant 2016, né de l'aménagement administratif du territoire français dans les années 1950 et des projets précédents, est discuté ; son concepteur lui-même (Serge Antoine) pensait qu'il était provisoire, que l'on assisterait à des regroupements naturels visant à diminuer le nombre de régions et de départements :
- la région Pays de la Loire a, dès sa création, suscité de vives critiques et fut même qualifiée d'ineptie administrative ubuesque[80]. Le rattachement éventuel de la Loire-Atlantique à la région Bretagne fait l'objet de débats particuliers ;

- de même, la région Poitou-Charentes n'avait pas de véritable métropole[81], ni d'identité historique[82], quand bien même sur la quasi totalité de ce territoire la langue est le poitevin-saintongeais[83], mais se trouvait divisée entre les influences de Bordeaux pour les Charentes (Charente et Charente-Maritime) et de Tours et Nantes pour le Poitou (Vienne et Deux-Sèvres)[81],[84]. S'il reste deux occurrences des Charentes, avec les départements de la Charente et de la Charente-Maritime, le Poitou semble disparaître en tant qu'entité territoriale, ce qui pose un problème à certains Poitevins[85],[86], comme Jean-Pierre Raffarin, ancien Premier ministre, qui, en avril 2021 encore, sur son compte twitter personnel, propose la fusion des départements pour créer le Poitou[87], dans un souci d'équité dans la réforme territoriale des régions Poitou-Charentes et Aquitaine. L'existence d'une presse quotidienne différente dans la Vienne et les Deux-Sèvres (Nouvelle République et le Courrier de l'Ouest) et en Charente et Charente-Maritime (Charente libre et Sud Ouest) fait persister une coupure et traduit une relative « indifférence » pour l'actualité des deux autres départements[88]. Au début des années 1970 et à en croire Claude Belot, les représentants charentais au comité de développement économique de la région ont « penché en faveur » de la région Aquitaine[89]. Dans l'hypothèse d'une Bretagne réunifiée, certains Vendéens souhaitent le retour de la Vendée dans sa région historique : le Poitou[90],[91] ;
- la division de la Normandie historique en deux régions (Haute-Normandie, Basse-Normandie) est également contestée, l'idée d'une fusion des deux entités via un référendum était régulièrement évoquée[92] et elle constituait un thème récurrent lors des élections régionales ;

- la région historique et culturelle de la Gascogne était partagée entre les régions administratives de Midi-Pyrénées et Aquitaine (les Hautes-Pyrénées et le Gers étant gascons) ;
- le département des Hautes-Alpes fait l'objet d'un débat : certains considèrent qu'il est normal qu'il fasse partie de la région Provence-Alpes-Côte d'Azur puisque l'on y parle le provençal (sous sa variante, le gavot)  (correspondant à une région Dauphiné-Forez-Ardèche-Savoie-Lyonnais) ;
- le Territoire de Belfort, depuis la guerre de 1870, n'est plus incorporé à l'Alsace à laquelle il appartient pourtant culturellement, mais à la Franche-Comté ;
- la région Auvergne était plus vaste que l'Auvergne historique. Le département de l'Allier correspond approximativement au duché de Bourbon qui s'est constitué au XIe siècle, et l'est de la Haute-Loire correspond au Velay qui dépendait du Languedoc ;
- la région Limousin englobait l'ancienne Marche (la Creuse et le Nord de la Haute-Vienne).
- les nationalistes et régionalistes de nombreux territoires (Païs Nissart, Pays Catalan (aussi appelé Catalogne nord), Pays Basque (nord), Savoie) souhaiteraient avoir une région ou un département à leur nom ou en tous cas que le nom de leur territoire soit mentionné dans la région, il existe un Mouvement Région Savoie entièrement dévoué à cette cause
- le département de la Drôme est divisé entre le sud aussi appelé Drôme provençale qui fait historiquement partie de la Provence et le reste du département qui fait partie de la province du Dauphiné. Certains réclament de diviser le département entre PACA et Rhône-Alpes
- Certains réclament également que Nîmes et la partie est du Gard jusqu'à Alès, historiquement de parler provençal et non languedocien, soient rattachés à la région PACA. D'autres arguent que Nîmes et le Gard sont désormais économiquement rattachés à l'aire d'influence montpelliéraine et se sentent désormais occitans et non provençaux.

### Redécoupage des régions de 2016

#### Projet du gouvernement
Le 8 avril 2014, dans son discours de politique générale, le Premier ministre Manuel Valls annonce, dans le cadre de l'acte III de la décentralisation, vouloir diviser par deux le nombre de régions avec une entrée en vigueur au 1er janvier 2017. À la suite de ces propositions, plusieurs présidents de conseils régionaux s'expriment pour proposer la fusion de leurs régions respectives.
Le 2 juin 2014, dans le cadre de l'acte III de la décentralisation, le président François Hollande annonce le passage de 22 à 14 régions métropolitaines.
Alors qu'à l'origine, il était question que certains départements puissent a posteriori changer de région, le Premier ministre Manuel Valls annonce le 3 juin 2014 « qu'il n'y aura pas de droit d'option pour les départements. On ne touche pas aux blocs. Si on commence à bouger les départements, on n'en sort pas ». Il se dit cependant « ouvert à réduire encore le nombre de régions », précisant que cette nouvelle carte des régions n'est pas gravée dans le marbre et qu'« il peut y avoir des évolutions ».

#### Examen du projet de loi au Parlement

Nouvelle carte des 13 régions, adoptée le 17 décembre 2014 en dernière lecture par l'Assemblée nationale.

Examiné en première lecture par le Sénat, le texte y fait l'objet d'un parcours heurté. Rejeté lors de l'examen en commission, il est ensuite retiré de l'ordre du jour au motif que son étude d'impact ne serait pas conforme à l'article 39 de la Constitution, position invalidée par le Conseil constitutionnel. Le Sénat adopte le 4 juillet un nouveau texte du projet de loi vidé de sa substance puisque l'article premier qui définit le nouveau découpage des régions est supprimé.
Le 9 juillet 2014 la Commission des lois de l'Assemblée nationale vote un nouveau texte, rétablissant dans l'article premier une carte de 14 régions. Après débat, l'Assemblée nationale adopte en première lecture le 23 juillet 2014 une nouvelle carte à 13 régions.
Par rapport au projet énoncé par le président, les différences se situent au niveau du Limousin et du Poitou-Charentes qui rejoignent finalement l'Aquitaine, de la Picardie qui fusionne avec le Nord-Pas-de-Calais, tandis que la Champagne-Ardenne rejoint l'Alsace et la Lorraine. Le texte a également amendé le plafond qui visait à limiter à 150 conseillers régionaux siégeant dans les nouveaux conseils régionaux (objectif initial de -15 % de conseillers), ce nombre restera donc identique.
Le 17 décembre 2014, l'Assemblée nationale adopte la nouvelle carte des régions en dernière lecture. Ces nouvelles régions sont entrées en vigueur le 1er janvier 2016.
L'article 2 de la loi prévoit que le nom provisoire de chaque région est constitué de la juxtaposition, dans l'ordre alphabétique, des noms des régions regroupées, à l'exception de la région constituée du regroupement de la Basse-Normandie et de la Haute-Normandie, qui est dénommée Normandie. Ce même article prévoit que le chef-lieu provisoire de chaque région est fixé par décret pris avant le 31 décembre 2015, à l'exception de Strasbourg, désigné comme chef-lieu de la région Alsace-Champagne-Ardenne-Lorraine. Le nom et le chef-lieu définitifs de chaque région seront fixés par décret pris avant le 1er octobre 2016.

#### Choix du nom des nouvelles régions en 2016
À la suite de la fusion des régions au 1er janvier 2016, des noms provisoires ont été attribués aux nouvelles régions, en accolant dans l'ordre alphabétique les noms des anciennes régions, sauf pour le regroupement de la Basse-Normandie et de la Haute-Normandie, qui a été nommé plus simplement Normandie.
Pour la région Aquitaine-Limousin-Poitou-Charentes, le nom Nouvelle-Aquitaine, annoncé le 8 juin 2016, est validé par le Conseil régional lors de sa séance du 27 juin,, et validé par le Conseil d'État le 13 septembre 2016.
La région Bourgogne-Franche-Comté conserve son nom.
Pour la région Auvergne-Rhône-Alpes, le nom ne change pas ; après consultation de la population, il est officialisé le 28 septembre 2016 par un décret paru au Journal officiel.
Pour la région Alsace-Champagne-Ardenne-Lorraine, le nom Grand Est (avec le sous-titre « Alsace-Champagne-Ardenne-Lorraine ») a été choisi et confirmé par le Conseil d'État.
Pour la région Nord-Pas-de-Calais-Picardie, le nom Hauts-de-France (avec le sous-titre provisoire « Nord Pas de Calais-Picardie »), a été choisi, conformément au vote des conseillers régionaux le 14 mars 2016, après consultation des lycéens et apprentis. Ce nouveau nom est confirmé par le Gouvernement et le Conseil d'État,.
Pour la région Languedoc-Roussillon-Midi-Pyrénées, le nom Occitanie (avec le sous-titre « Pyrénées-Méditerranée ») a été choisi le 24 juin 2016 par les conseillers régionaux, et confirmé par le Conseil d'État. Il a été validé par décret le 28 septembre 2016.
Le 1er juillet, toutes les régions ont choisi leur nouveau nom. Les noms devaient devenir officiels par décret du Conseil d'État, avant le 1er octobre 2016 : ces décrets sont publiés le 29 septembre et entrent en application le 30.

## Unités territoriales

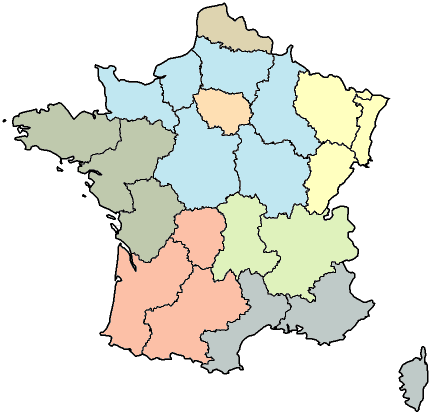
Les ZEAT et régions de France métropolitaine avant 2016.

À la Conférence sur les économies régionales, organisée à Bruxelles en décembre 1961 pour la commission de la Communauté économique européenne, un groupe de travail d'experts nationaux des politiques régionales établit une délimitation régionale de la Communauté économique européenne, bien que le traité de Rome ne définissait pas la notion de région et qu'il n'existait pas de critères statistiques ou matériels permettant d'identifier sur une carte les contours de chaque grande région. En France neuf « Grandes Régions socio-économiques » sont définies et constituent pendant des années le cadre territorial retenu pour les enquêtes par sondage de l'Insee et pour la présentation de nombreuses données statistiques. Il s'agit des régions suivantes : le Nord, l'Est, le Bassin parisien, Paris, le Sud-Est, la Méditerranée, le Massif central, le Sud-Ouest et l'Ouest.
En France, le commissariat général au Plan utilise dans le cadre du Ve Plan un découpage en trois grandes régions (France Est, France Ouest et région parisienne). Pour la préparation du VIe Plan, il a semblé nécessaire de disposer d'un niveau géographique intermédiaire entre celui des 21 régions de programme (précurseurs des futures collectivités territoriales) et celui des trois grandes régions utilisées lors du Ve Plan, celui du découpage européen en neuf régions utilisé par l'Insee ne paraissant pas adapté. Ainsi l'Insee définit en 1967, en accord avec le commissariat général du Plan et la Délégation à l'aménagement du territoire et à l'action régionale (DATAR), un nouveau projet de découpage en grandes régions qui comprend huit zones d'études et d'aménagement du territoire (Z.E.A.T.), encore utilisé aujourd'hui tant par l'Insee qu'au niveau européen.
La Commission européenne a en effet subdivisé les pays de l'Espace économique européen (l'Union européenne et les pays de l'Association européenne de libre-échange qui participent aussi à des programmes communs de développement) en régions appelées aussi « NUTS » (nomenclature des unités territoriales statistiques). Ces unités territoriales sont définies uniquement pour les besoins statistiques ; ce sont soit des unités administratives officielles, soit des groupements de telles unités administratives, en fonction de leur population résidente moyenne dans le pays correspondant. Jusqu'à la version 2013 de la NUTS, le niveau 1 était occupé pour la France par les ZEAT tandis que les régions constituaient le niveau 2 et les départements le niveau 3. Depuis l'édition 2016 de la NUTS, les régions issues de la réforme constituent le niveau 1, les anciennes régions le niveau 2 et les départements toujours le niveau 3.

## Codification
Le territoire métropolitain et les régions/départements d'outre-mer sont subdivisés successivement en 9 zones économiques d'aménagement du territoire (ZEAT), 18 régions, et 101 départements. Ces subdivisions régionales sont codifiées par l'Insee (code officiel en France), Eurostat aux niveaux NUTS 1 à 3 (code officiel pour l'Union européenne), et par l'ISO 3166-2 (norme internationale, sauf pour les ZEAT non codés dans ISO 3166-2).

### Niveau international
Au niveau international, les noms de pays et de leurs subdivisions sont codifiés dans la norme ISO 3166. Ces codes, formés de lettres et de chiffres, sont internationalement reconnus et permettent de gagner du temps et d'éviter les erreurs. Les noms des pays ne sont quant à eux pas établis par l'ISO, mais proviennent des listes des Nations unies (Bulletin terminologique « Noms de pays » et Codage statistique normalisé des pays, zones et régions, tenu à jour par la Division de statistique des Nations unies).
Les régions métropolitaines sont codifiées avec une lettre (de « A » pour Alsace à « V » pour Rhône-Alpes) précédée du préfixe « FR- », identifiant le pays. Les cinq régions d'outre-mer sont quant à elles codifiées avec deux lettres précédées du même préfixe.

### Niveau européen
Jusqu'à la version 2013 de la nomenclature des unités territoriales statistiques (NUTS), les régions françaises étaient au niveau 2 au même titre que les Regierungsbezirke en Allemagne, les counties au Royaume-Uni, les Regioni en Italie, les Comunidades et les ciudades Autónomas en Espagne ou les provinces en Belgique. Depuis l'édition 2016 de la NUTS, les régions issues de la réforme constituent le niveau 1, comme les Länder allemands par exemple. Le niveau 2 suit toujours le découpage des anciennes régions.
Jusqu'en 2013, le code européen des régions françaises était constitué du préfixe identifiant le pays, « FR », suivi d'un nombre à deux chiffres dont le premier qualifie la ZEAT dans laquelle se trouve la région. En 2013, Mayotte a été incorporée dans la nomenclature européenne en tant que nouvelle région ultrapériphérique, avec le code « FRA5 ». Parallèlement, les régions d'outre-mer ont été recodifiées, le chiffre suivant le préfixe « FR », « 9 » antérieurement, étant remplacé par la lettre « A ». Depuis 2016, les régions étant au niveau 1 de la NUTS, les codes ont été modifiés : l'identifiant national « FR » est désormais suivi d'une lettre, de B à M pour les régions métropolitaines, sauf l'Île-de-France qui conserve le chiffre 1 (cette région constituant déjà une subdivision de niveau 1 à elle seule avant 2016), et Y pour les régions ultrapériphériques. Le code des niveaux 2 et 3 ont en même temps été adaptés en conséquence.

### Niveau national
En France, le Code officiel géographique, attribué par l'Insee, est depuis soixante ans « le » code géographique de référence, sur le plan administratif comme sur le plan statistique. Il n'a toutefois un caractère officiel que depuis l'arrêté ministériel du 28 novembre 2003, publié à la suite du règlement no 1059-2003 du 26 mai 2003 de l'Union européenne relatif à l'établissement d'une nomenclature commune des unités territoriales statistiques.
En 1961, les circonscriptions d'action régionale reçoivent un numéro de code à deux chiffres, formé du numéro de la « grande région OSCE » d'appartenance suivi d'un numéro d'ordre séquentiel (1, 2, 3…). Abstraction faite du cas de la « Provence-Côte d'Azur-Corse », qui avait reçu le numéro 92, la codification ainsi opérée préfigurait le code des régions métropolitaines actuellement en vigueur, à cinq exceptions près : les CAR Basse-Normandie, Limousin, Auvergne, Poitou-Charentes et Bourgogne, respectivement numérotées 51, 61, 62, 71 et 81.
En 1967 la codification est modifiée pour tenir compte du nouveau zonage en huit ZEAT. L'ancien deuxième chiffre est maintenu en cas de non-modification du premier, en retenant le principe de non-réattribution d'un numéro précédemment attribué. La réforme aboutit ainsi au code actuel des régions métropolitaines, toujours au cas près de PACA et de la Corse. Le code des régions est publié pour la première fois dans l'édition de 1982, dans une version réduite au cas de la métropole. Les régions d'outre-mer sont bien mentionnées en tant que telles dans l'édition de 1985, mais il faut attendre la suivante (1990) pour découvrir les numéros de code qui leur ont été attribués : 01 à 04 (il n'y avait guère d'autre solution, sauf à envisager une recodification générale), dans le même ordre, non alphabétique, que celui retenu pour la numérotation des départements d'outre-mer.

### Liste des différentes entités régionales
Le tableau suivant compare les zones d'études et d'aménagement du territoire (ZEAT), les régions avec nomenclature des unités territoriales statistiques (NUTS) et les régions françaises.
| ZEAT (NUTS de niveau 1) | ZEAT (NUTS de niveau 1) | ZEAT (NUTS de niveau 1) | Région (NUTS de niveau 2) | Région (NUTS de niveau 2) | Région (NUTS de niveau 2) | Région (NUTS de niveau 2)     |
| Codification            | Codification            | Nom NUTS-1,             | Codification              | Codification              | Codification              | Nom de la région (avant 2016) |
| NUTS-1 (2013)           | Insee                   | Nom NUTS-1,             | ISO 3166-2                | NUTS-2 (2013)             | Insee                     | Nom de la région (avant 2016) |
| ----------------------- | ----------------------- | ----------------------- | ------------------------- | ------------------------- | ------------------------- | ----------------------------- |
| FR1                     | 1                       | Île-de-France           | FR-J                      | FR10                      | 11                        | Île-de-France                 |
| FR2                     | 2                       | Bassin parisien         | FR-G                      | FR21                      | 21                        | Champagne-Ardenne             |
| FR2                     | 2                       | Bassin parisien         | FR-S                      | FR22                      | 22                        | Picardie                      |
| FR2                     | 2                       | Bassin parisien         | FR-Q                      | FR23                      | 23                        | Haute-Normandie               |
| FR2                     | 2                       | Bassin parisien         | FR-F                      | FR24                      | 24                        | Centre-Val de Loire           |
| FR2                     | 2                       | Bassin parisien         | FR-P                      | FR25                      | 25                        | Basse-Normandie               |
| FR2                     | 2                       | Bassin parisien         | FR-D                      | FR26                      | 26                        | Bourgogne                     |
| FR3                     | 3                       | Nord - Pas-de-Calais    | FR-O                      | FR30                      | 31                        | Nord-Pas-de-Calais            |
| FR4                     | 4                       | Est                     | FR-M                      | FR41                      | 41                        | Lorraine                      |
| FR4                     | 4                       | Est                     | FR-A                      | FR42                      | 42                        | Alsace                        |
| FR4                     | 4                       | Est                     | FR-I                      | FR43                      | 43                        | Franche-Comté                 |
| FR5                     | 5                       | Ouest                   | FR-R                      | FR51                      | 52                        | Pays de la Loire              |
| FR5                     | 5                       | Ouest                   | FR-E                      | FR52                      | 53                        | Bretagne                      |
| FR5                     | 5                       | Ouest                   | FR-T                      | FR53                      | 54                        | Poitou-Charentes              |
| FR6                     | 7                       | Sud-Ouest               | FR-B                      | FR61                      | 72                        | Aquitaine                     |
| FR6                     | 7                       | Sud-Ouest               | FR-N                      | FR62                      | 73                        | Midi-Pyrénées                 |
| FR6                     | 7                       | Sud-Ouest               | FR-L                      | FR63                      | 74                        | Limousin                      |
| FR7                     | 8                       | Centre-Est              | FR-V                      | FR71                      | 82                        | Rhône-Alpes                   |
| FR7                     | 8                       | Centre-Est              | FR-C                      | FR72                      | 83                        | Auvergne                      |
| FR8                     | 9                       | Méditerranée            | FR-K                      | FR81                      | 91                        | Languedoc-Roussillon          |
| FR8                     | 9                       | Méditerranée            | FR-U                      | FR82                      | 93                        | Provence-Alpes-Côte d'Azur    |
| FR8                     | 9                       | Méditerranée            | FR-H                      | FR83                      | 94                        | Corse                         |
| FRA                     | 0                       | Département d'outre-mer | FR-GP                     | FRA1                      | 01                        | Guadeloupe                    |
| FRA                     | 0                       | Département d'outre-mer | FR-MQ                     | FRA2                      | 02                        | Martinique                    |
| FRA                     | 0                       | Département d'outre-mer | FR-GF                     | FRA3                      | 03                        | Guyane                        |
| FRA                     | 0                       | Département d'outre-mer | FR-RE                     | FRA4                      | 04                        | La Réunion                    |
| FRA                     | 0                       | Département d'outre-mer | FR-YT                     | FRA5                      | 06                        | Mayotte                       |

## Circonscription électorale
Une circonscription électorale est une division du territoire servant de cadre à l'élection des membres d'une assemblée. Depuis la loi du 19 janvier 1999, les régions sont des circonscriptions électorales pour les élections régionales. Antérieurement, les conseillers régionaux étaient élus dans des circonscriptions départementales.

## Circonscription administrative
Une circonscription administrative est un cadre territorial dans lequel se trouvent des services extérieurs de l'État. La région est une circonscription administrative de droit commun depuis le décret no 92-604 du 1er juillet 1992 portant charte de la déconcentration qui précise que : « Pour exercer leurs missions, les services déconcentrés des administrations civiles de l'État sont, sauf disposition législative contraire ou exception prévue par décret en Conseil d’État, organisés dans le cadre des circonscriptions territoriales suivantes : / - circonscription régionale ; / - circonscription départementale ; / - circonscription d’arrondissement. » (article 4). Elle est dirigée par le préfet de région qui a sous son autorité les préfets de département.

### Organisation
La circonscription régionale est l'échelon territorial :
- de la mise en œuvre des politiques nationale et communautaire en matière de développement économique et social et d'aménagement du territoire ;
- de l'animation et de la coordination des politiques de l'État relatives à la culture, à l'environnement, à la ville et à l'espace rural ;
- de la coordination des actions de toute nature intéressant plusieurs départements de la région.

Elle constitue un échelon de programmation et de répartition des crédits d'investissement de l'État ainsi que de contractualisation des programmes pluriannuels entre l'État et les collectivités locales.
L'organisation type des services déconcentrés de l'État comprend les huit structures régionales suivantes, :
- la direction régionale de l'Alimentation, de l'Agriculture et de la Forêt (DRAAF), née de la fusion de la direction régionale de l'agriculture et de la forêt et de la direction régionale des services vétérinaires[124],[125] ;
- la direction régionale de l'Environnement, de l'Aménagement et du Logement (DREAL), issue de la fusion de la direction régionale de l'Équipement, de la direction régionale de l'environnement et de la direction régionale de l'industrie, de la recherche et de l'environnement, à l'exception des missions relatives au développement industriel et de métrologie[126] ;
- la direction régionale des entreprises, de la concurrence, de la consommation, du travail et de l'emploi (DIRECCTE), commune aux ministères de l'économie, de l'industrie, de l'emploi et du travail et qui comprend trois pôles (politique du travail; entreprises, emploi et économie; concurrence, consommation répression des fraudes et métrologie) et des unités territoriales[127] ;
- la direction régionale de la Jeunesse, des Sports et de la Cohésion sociale (DRJSCS), née de la fusion de la direction régionale de la jeunesse et des sports, de la direction régionale des affaires sanitaires et sociales en matière de cohésion sociale et de la direction régionale de l'Agence nationale pour la cohésion sociale et l'égalité des chances[128] ;
- la direction régionale des Affaires culturelles (DRAC), créée par la fusion de la direction régionale des affaires culturelles et des services départementaux de l'architecture et du patrimoine[129] ;
- la direction régionale des Finances publiques (DRFiP), chargée notamment du contrôle financier déconcentré des administrations de l'État et de l'expertise économique et financière des investissements publics, et qui assure, dans le département où est situé le chef-lieu de région, la mise en œuvre des missions relevant de la direction départementale[130] ;
- l'agence régionale de santé (ARS), regroupant sept organismes compétents en matière de santé dont la direction régionale des affaires sanitaires et sociales en ce qui concerne ses services sanitaires[131],[132] ;
- le rectorat d'académie.

En outre, quatre directions interrégionales de la Mer ont été créées en 2010 à partir de la fusion des directions régionales des affaires maritimes de leur ressort et de l'intégration des parties de services chargés, dans les directions départementales des territoires et de la mer de leur ressort, d'exercer les attributions en matière de signalisation maritime et de gestion des centres de stockage interdépartementaux POLMAR.
Il existe aussi une Association internationale des régions francophones (AIRF).

### Circonscriptions administratives infra-régionales (avant 2016)
| Régions                    | Départements                                                                                              | Arrond. | Cantons | Communes | Part de la population vivant dans les | Part de la population vivant dans les |
| Régions                    | Départements                                                                                              | Arrond. | Cantons | Communes | communes de plus de 10 000 habitants  | grandes aires urbaines                |
| -------------------------- | --- | ------- | ------- | -------- | ------------------------------------- | ------------------------------------- |
| Alsace                     | 2 (Bas-Rhin, Haut-Rhin)                                                                                   | 13      | 75      | 904      | 42,4 %                                | 75,5 %                                |
| Aquitaine                  | 5 (Dordogne, Gironde, Landes, Lot-et-Garonne, Pyrénées-Atlantiques)                                       | 19      | 235     | 2 296    | 38,7 %                                | 70,2 %                                |
| Auvergne                   | 4 (Allier, Cantal, Haute-Loire, Puy-de-Dôme)                                                              | 14      | 158     | 1 310    | 30,2 %                                | 65,0 %                                |
| Bourgogne                  | 4 (Côte-d'Or, Nièvre, Saône-et-Loire, Yonne)                                                              | 15      | 174     | 2 046    | 28,1 %                                | 58,9 %                                |
| Bretagne                   | 4 (Côtes-d'Armor, Finistère, Ille-et-Vilaine, Morbihan)                                                   | 15      | 201     | 1 270    | 32,0 %                                | 63,2 %                                |
| Centre                     | 6 (Cher, Eure-et-Loir, Indre, Indre-et-Loire, Loir-et-Cher, Loiret)                                       | 20      | 198     | 1 841    | 35,5 %                                | 68,0 %                                |
| Champagne-Ardenne          | 4 (Ardennes, Aube, Marne, Haute-Marne)                                                                    | 15      | 146     | 1 953    | 37,2 %                                | 62,5 %                                |
| Corse                      | 2 (Corse-du-Sud, Haute-Corse)                                                                             | 5       | 52      | 360      | 38,4 %                                | 61,4 %                                |
| Franche-Comté              | 4 (Doubs, Jura, Haute-Saône, Territoire de Belfort)                                                       | 9       | 116     | 1 785    | 26,8 %                                | 62,8 %                                |
| Île-de-France              | 8 (Paris, Essonne, Hauts-de-Seine, Seine-Saint-Denis, Seine-et-Marne, Val-de-Marne, Val-d'Oise, Yvelines) | 25      | 317     | 1 281    | 83,9 %                                | 99,8 %                                |
| Languedoc-Roussillon       | 5 (Aude, Gard, Hérault, Lozère, Pyrénées-Orientales)                                                      | 14      | 186     | 1 545    | 40,3 %                                | 70,0 %                                |
| Limousin                   | 3 (Corrèze, Creuse, Haute-Vienne)                                                                         | 8       | 106     | 747      | 31,9 %                                | 60,1 %                                |
| Lorraine                   | 4 (Meurthe-et-Moselle, Meuse, Moselle, Vosges)                                                            | 19      | 157     | 2 338    | 29,9 %                                | 67,2 %                                |
| Midi-Pyrénées              | 8 (Ariège, Aveyron, Haute-Garonne, Gers, Lot, Hautes-Pyrénées, Tarn, Tarn-et-Garonne)                     | 22      | 293     | 3 020    | 37,3 %                                | 66,1 %                                |
| Nord-Pas-de-Calais         | 2 (Nord, Pas-de-Calais)                                                                                   | 13      | 156     | 1 545    | 48,2 %                                | 88,2 %                                |
| Basse-Normandie            | 3 (Calvados, Manche, Orne)                                                                                | 11      | 141     | 1 812    | 35,5 %                                | 68,0 %                                |
| Haute-Normandie            | 2 (Eure, Seine-Maritime)                                                                                  | 6       | 112     | 1 420    | 38,9 %                                | 74,4 %                                |
| Pays de la Loire           | 5 (Loire-Atlantique, Maine-et-Loire, Mayenne, Sarthe, Vendée)                                             | 17      | 203     | 1 496    | 37,6 %                                | 68,3 %                                |
| Picardie                   | 3 (Aisne, Oise, Somme)                                                                                    | 13      | 129     | 2 291    | 29,7 %                                | 63,9 %                                |
| Poitou-Charentes           | 4 (Charente, Charente-Maritime, Deux-Sèvres, Vienne)                                                      | 14      | 157     | 1 460    | 23,7 %                                | 60,2 %                                |
| Provence-Alpes-Côte d'Azur | 6 (Alpes-de-Haute-Provence, Hautes-Alpes, Alpes-Maritimes, Bouches-du-Rhône, Var, Vaucluse)               | 18      | 236     | 958      | 71,3 %                                | 87,7 %                                |
| Rhône-Alpes                | 8 (Ain, Ardèche, Drôme, Isère, Loire, Rhône, Savoie, Haute-Savoie)                                        | 25      | 335     | 2 874    | 42,8 %                                | 83,4 %                                |
| France métropolitaine      | 96 | 330     | 3 883   | 36 554   | 48,1 %                                | 77,4 %                                |
| Guadeloupe                 | 1 (Guadeloupe)                                                                                            | 2       | 40      | 32       | 77,1 %                                | 91,4 %                                |
| Guyane                     | 1 (Guyane)                                                                                                | 2       | 19      | 22       | 72,4 %                                | 51,1 %                                |
| Martinique                 | 1 (Martinique)                                                                                            | 4       | 45      | 34       | 76,8 %                                | 78,1 %                                |
| La Réunion                 | 1 (La Réunion)                                                                                            | 4       | 49      | 24       | 94,7 %                                | 79,5 %                                |
| Mayotte                    | 1 (Mayotte)                                                                                               | 0       | 19      | 17       |                                       |                                       |
| France                     | 101 | 342     | 4 055   | 36 681   |                                       |                                       |